# Світ на дроті
Світ на дроті (нім. Welt am Draht) — німецький науково-фантастичний телесеріал 1973 року режисера Райнера Вернера Фассбіндера з Клаусом Льовічем у головній ролі. Знятий на 16-мм кіноплівку, він був створений для німецького телебачення і спочатку був показаний у 1973 році на каналі ARD як двосерійний міні-серіал. Фільм був заснований на романі 1964 року «Симулякрон-3» Деніела Ф. Ґелує. Адаптація версії Фассбіндера була представлена у вигляді «Світ дротів» режисера Джея Шайба в 2012 році.
Фільм зосереджується не на дії, а на софістичних і філософських аспектах людського розуму, симуляції та ролі наукових досліджень. У 1999 році на екрани вийшов фільм за мотивами цього ж роману під назвою «Тринадцятий поверх» з Крейгом Бірко в головній ролі.

## Сюжет
На новому суперкомп'ютері Інституту кібернетики та науки майбутнього (Institut für Kybernetik und Zukunftsforschung) запущено симуляційну програму, яка включає штучний світ з більш ніж 9000 «одиниць ідентичності», що живуть як люди, не підозрюючи, що їхній світ — це лише симуляція. Професор Фольмер (Адріан Ховен), технічний директор програми, здається, стоїть на порозі неймовірного таємного відкриття. Він стає дедалі більш збудженим і асоціальним, а потім гине в результаті загадкового нещасного випадку. Його наступник, доктор Фред Штіллер, має розмову з Гюнтером Лаузе, радником з питань безпеки інституту, коли той раптово безслідно зникає, не встигнувши передати секрет Фольмера Штіллеру. Ще загадковішим є той факт, що ніхто з інших співробітників IKZ не пам'ятає про Лаузе.
Тим часом, одна з ідентифікаційних одиниць у симуляції намагається покінчити життя самогубством. Цю одиницю видаляє колега Стіллера Вальфанг, щоб симуляція залишалася стабільною. Щоб з'ясувати причини самогубства, Штіллер входить у симуляційний світ, щоб поговорити з контактною одиницею. Він, на ім'я Ейнштейн, є єдиною ідентифікаційною одиницею, яка знає, що «світ» — це симуляція, і це необхідно для запуску програми. Намагаючись стати реальною людиною, Ейнштейн перемикає свій розум у тіло Вальфанга, поки Штіллер перебуває в контакті з симуляційним світом. Ейнштейн дає Штіллеру пояснення таємниць, зникаючих спогадів і зникаючих людей, розповідаючи йому, що «реальний світ» Штіллера є нічим іншим, як симуляцією реального світу, який знаходиться на один рівень вище.
Це знання призводить до того, що Штіллер починає божеволіти. Інші «реальні» люди допитують Штіллера, йому погрожують смертю, ув'язненням і примусовим лікуванням. Зрештою, Штіллеру вдається переконати у своїй теорії психолога IKZ Хана. Останній невдовзі гине в нещасному випадку, відповідальність за який покладають на Штіллера, роблячи його підозрюваним у вбивстві і Ганна, і Фольмера.

Штіллер тікає і шукає необхідну контактну одиницю, яка може з'єднати його «справжній» світ зі реальним світом, рівнем вище. Він переживає кілька замахів і дізнається, що контакт — це Єва, яка була спроектована в симуляцію після смерті Фольмера (як його неіснуюча дочка). Штіллер приймає її присутність, вважаючи, що у них колись був роман. Єва розповідає йому, що він був змодельований на основі реального Фреда Штіллера, людини, яку Єва любила, але яка збожеволіла від влади, керуючи симуляцією у світі нагорі. Поки Штіллер запрограмований на смерть у засідці, Єва міняє місцями свідомості двох Штіллерів і повертає змодельованого Штіллера в реальний світ.

## Музика
Бойова народна пісня «Westerwaldlied» та стандартна німецька пісня про кохання «Лілі Марлен» звучать у довгій сцені, в якій Штіллер шукає тимчасового перепочинку в кабаре. Під час домашньої вечірки у Сіскінів на початку фільму Інгрід Кейвен співає пісню «The Boys in the Back Room». «Альбатрос» гурту Fleetwood Mac звучить під час титрів обох частин, а також у сцені другої частини.

## Акторський склад
- Клаус Льовіч — Фред Стіллер
- Маша Раббен у ролі Єви Воллмер
- Карл-Хайнц Восгерау в ролі Герберта Сіскінса
- Адріан Ховен в ролі професора Генрі Фолмера
- Іван Десний — Гюнтер Лаузе
- Барбара Валентин — Глорія Фромм
- Гюнтер Лампрехт — Фріц Вальфанг
- Маргіт Карстенсен — Майя Шмідт-Гентнер
- Вольфганг Шенк у ролі Франца Хана
- Йоахім Хансен — Ганс Еделькерн
- Готфрід Джон — Ейнштейн
- Рудольф Ленц — Гартман
- Курт Рааб у ролі Марка Холма
- Карл Шайдт — детектив Штульфаут
- Ернст Кюстерс;— охоронець
- Ель Хеді бен Салем;— охоронець
- Райнер Гауер — інспектор Ленер
- Уллі Ломмел — Рупп
- Гайнц Майєр — фон Вайнлауб
- Пітер Шатель — Гірс
- Інгрід Кавен — Уші
- Едді Константін у ролі Чоловіка в машині
- Райнер Ленгханс — офіціант на вечірці

## Реліз
Повністю відреставрована версія була показана на 60-му Берлінському міжнародному кінофестивалі у 2010 році. Фільм також вийшов на DVD Region 2 від Kinowelt/Arthaus у рамках преміум-серії Arthaus та від Second Sight у Великій Британії. Відтоді фільм демонстрували на Мельбурнському міжнародному кінофестивалі, у Музеї сучасного мистецтва Нью-Йорка, у театрі Драйдена в Рочестері, Гарвардському кіноархіві, театрі Роксі в Сан-Франциско, синематеці Клівленда, театрі Белкорт у Нешвіллі, Міжнародній серії фільмів Колорадського університету в Боулдері, Музеї мистецтв округу Лос-Анджелес у 2010 та 2011 роках, а також у кінотеатрі «New Beverly Cinema» у 2022 році.
Серіал випущений на Blu-ray та дводисковому DVD компанією The Criterion Collection у лютому 2012 року. Реліз Criterion Collection був сповільнений до 24 кадрів на секунду. У лютому 2019 року серіал випущений обмеженим Blu-ray тиражем Blu-ray компанією Second Sight з оригінальною швидкістю 25 кадрів на секунду.